# إيان روبرتسون
إيان روبرتسون (بالإنجليزية: Iain Robertson)‏ هو ممثل بريطاني، ولد في 27 مايو 1981 بغلاسكو في المملكة المتحدة.

## وصلات خارجية
- إيان روبرتسون على موقع IMDb (الإنجليزية)
- إيان روبرتسون على موقع قاعدة بيانات الفيلم (الإنجليزية)